# Bleckriede
Die Bleckriede ist ein Naturschutzgebiet in der niedersächsischen Gemeinde Varrel (Samtgemeinde Kirchdorf) und der Gemeinde Wagenfeld im Landkreis Diepholz.

## Allgemeines
Das Naturschutzgebiet mit dem Kennzeichen NSG HA 158 ist circa 221 Hektar groß. Es ist zu einem großen Teil Bestandteil des EU-Vogelschutzgebietes „Diepholzer Moorniederung“. Im Westen grenzt es an das Landschaftsschutzgebiet „Langer Berg“. Das Gebiet steht seit dem 16. September 1992 unter Naturschutz. Zum 23. Dezember 2023 wurde die Naturschutzverordnung neu gefasst und an die Anforderungen der Vogelschutzrichtlinie angepasst. Zuständige untere Naturschutzbehörde ist der Landkreis Diepholz.

## Beschreibung
Das Naturschutzgebiet liegt östlich von Wagenfeld und nördlich von Ströhen in der Diepholzer Moorniederung. Es umfasst überwiegend auf Niedermoor gelegenes Feucht- und Nassgrünland, das über Wasserzüge zur Großen Aue entwässert wird. Die überwiegend artenreichen Grünländer werden extensiv genutzt. Das Gebiet ist Lebensraum verschiedener Wiesenvögel, darunter Großer Brachvogel, Kiebitz, Uferschnepfe, Bekassine, Rotschenkel, Wachtel, Rebhuhn, Wachtelkönig, Wiesenpieper, Schafstelze, Feldlerche und Schwarzkehlchen. Weiterhin sind hier verschiedene Enten heimisch, darunter Krickente, Knäkente und Löffelente. Das Gebiet hat während des Vogelzuges besondere Bedeutung als Rast- und Nahrungshabitat für nordische Gänse und Schwäne sowie für Kranich und Kornweihe. Das Gebiet beherbergt weiterhin unter anderem die Heuschrecken Sumpfschrecke und Wiesengrashüpfer sowie die Libellen Kleine Pechlibelle und Gefleckte Heidelibelle.
Dem Naturschutzgebiet kommt auch als Bindeglied zwischen dem westlich liegenden Naturschutzgebiet „Neustädter Moor“ und dem östlich liegenden Naturschutzgebiet „Großes Renzeler Moor“ eine Bedeutung zu. Es grenzt im Westen an die Landesstraße 347 und im Osten an die zwischen Barenburg und Rahden stillgelegte Bahnstrecke Bassum–Herford.